# Tegsbron
Tegsbron er en bjælkebro i det centrale Umeå, i Västerbottens län i Sverige. Den førte frem til 2012 E4 og E12 over Ume älv, da Östra länken indviedes forbi byen. Tegsbron blev indviet 10. oktober 1949 som Umeås anden bro over elven, og derefter blev den første bro, (nu mest kaldt Gamla bron), omdannet til gang- o cykeltrafik.